# A Washington Huskies bowlmérkőzéseinek listája
A Washington Huskies amerikaifutball-csapata az NCAA I-es divíziójának bowl-aldivíziójában (FBS) képviseli a Pac-12 Conference tagjaként játszó Washingtoni Állami Egyetemet.
A csapat a 2019-es szezonig 19–20–1-es eredményt ért el (viszont a Poi Bowlt az NCAA csak hagyományos mérkőzésként tartja nyilván). 1975-ig második bowlcsapat nem lehetett a Pacific-8 tagja.

## Mérkőzések
| Bajnokság            | Eredmény | Dátum              | Szezon | Ellenfél                    | Stadion              | Város                     | Nézőszám | Vezetőedző         |
| -------------------- | -------- | ------------------ | ------ | --------------------------- | -------------------- | ------------------------- | -------- | ------------------ |
| Rose Bowl            | 14–14    | 1924. január 1.    | 1923   | Navy Midshipmen             | Rose Bowl            | Pasadena, Kalifornia      | 40 000   | Enoch Bagshaw      |
| Rose Bowl            | 19–20    | 1926. január 1.    | 1925   | Alabama Crimson Tide        | Rose Bowl            | Pasadena, Kalifornia      | 50 000   | Enoch Bagshaw      |
| Rose Bowl            | 0–21     | 1937. január 1.    | 1936   | Pittsburgh Panthers         | Rose Bowl            | Pasadena, Kalifornia      | 87 196   | James Phelan       |
| Poi Bowl             | 53–13    | 1938. január 1.    | 1937   | Hawaii Rainbow Warriors     | Honolului Stadion    | Honolulu, Hawaii          | 13 500   | James Phelan       |
| Rose Bowl            | 0–29     | 1944. január 1.    | 1943   | USC Trojans                 | Rose Bowl            | Pasadena, Kalifornia      | 68 000   | Ralph Welch        |
| Rose Bowl            | 44–8     | 1960. január 1.    | 1959   | Wisconsin Badgers           | Rose Bowl            | Pasadena, Kalifornia      | 100 809  | Jim Owens          |
| Rose Bowl            | 17–7     | 1961. január 2.    | 1960   | Minnesota Golden Gophers    | Rose Bowl            | Pasadena, Kalifornia      | 97 314   | Jim Owens          |
| Rose Bowl            | 7–17     | 1964. január 1.    | 1963   | Illinois Fighting Illini    | Rose Bowl            | Pasadena, Kalifornia      | 96 957   | Jim Owens          |
| Rose Bowl            | 27–20    | 1978. január 2.    | 1977   | Michigan Wolverines         | Rose Bowl            | Pasadena, Kalifornia      | 105 312  | Don James          |
| Sun Bowl             | 14–7     | 1979. december 22. | 1979   | Texas Longhorns             | Sun Bowl             | El Paso, Texas            | 33 412   | Don James          |
| Rose Bowl            | 6–23     | 1981. január 1.    | 1980   | Michigan Wolverines         | Rose Bowl            | Pasadena, Kalifornia      | 105 526  | Don James          |
| Rose Bowl            | 28–0     | 1982. január 1.    | 1981   | Iowa Hawkeyes               | Rose Bowl            | Pasadena, Kalifornia      | 105 611  | Don James          |
| Aloha Bowl           | 21–20    | 1982. december 25. | 1982   | Maryland Terrapins          | Aloha Stadion        | Honolulu, Hawaii          | 30 055   | Don James          |
| Aloha Bowl           | 10–13    | 1983. december 26. | 1983   | Penn State Nittany Lions    | Aloha Stadion        | Honolulu, Hawaii          | 37 212   | Don James          |
| Orange Bowl          | 28–17    | 1985. január 1.    | 1984   | Oklahoma Sooners            | Miami Orange Bowl    | Miami, Florida            | 56 294   | Don James          |
| Freedom Bowl         | 20–17    | 1985. december 30. | 1985   | Colorado Buffaloes          | Angel Stadion        | Anaheim, Kalifornia       | 30 961   | Don James          |
| Sun Bowl             | 6–28     | 1986. december 25. | 1986   | Alabama Crimson Tide        | Sun Bowl             | El Paso, Texas            | 48 722   | Don James          |
| Independence Bowl    | 24–12    | 1987. december 19. | 1987   | Tulane Green Wave           | Függetlenség Stadion | Shreveport, Louisiana     | 41 683   | Don James          |
| Freedom Bowl         | 34–7     | 1989. december 30. | 1989   | Florida Gators              | Angel Stadion        | Anaheim, Kalifornia       | 33 858   | Don James          |
| Rose Bowl            | 46–34    | 1991. január 1.    | 1990   | Iowa Hawkeyes               | Rose Bowl            | Pasadena, Kalifornia      | 101 273  | Don James          |
| Rose Bowl            | 34–14    | 1992. január 1.    | 1991   | Michigan Wolverines         | Rose Bowl            | Pasadena, Kalifornia      | 103 566  | Don James          |
| Rose Bowl            | 31–38    | 1993. január 1.    | 1992   | Michigan Wolverines         | Rose Bowl            | Pasadena, Kalifornia      | 94 236   | Don James          |
| Sun Bowl             | 18–38    | 1995. december 29. | 1995   | Iowa Hawkeyes               | Sun Bowl             | El Paso, Texas            | 49 116   | Jim Lambright      |
| Holiday Bowl         | 21–33    | 1996. december 30. | 1996   | Colorado Buffaloes          | Jack Murphy Stadion  | San Diego, Kalifornia     | 54 749   | Jim Lambright      |
| Aloha Bowl           | 51–23    | 1997. december 25. | 1997   | Michigan State Spartans     | Aloha Stadion        | Honolulu, Hawaii          | 44 598   | Jim Lambright      |
| Oahu Bowl            | 25–45    | 1998. december 25. | 1998   | Air Force Falcons           | Aloha Stadion        | Honolulu, Hawaii          | 46 451   | Jim Lambright      |
| Holiday Bowl         | 20–24    | 1999. december 29. | 1999   | Kansas State Wildcats       | Qualcomm Stadion     | San Diego, Kalifornia     | 57 118   | Rick Neuheisel     |
| Rose Bowl            | 34–24    | 2001. január 1.    | 2000   | Purdue Boilermakers         | Rose Bowl            | Pasadena, Kalifornia      | 94 392   | Rick Neuheisel     |
| Holiday Bowl         | 43–47    | 2001. december 28. | 2001   | Texas Longhorns             | Qualcomm Stadion     | San Diego, Kalifornia     | 60 458   | Rick Neuheisel     |
| Sun Bowl             | 24–34    | 2002. december 30. | 2002   | Purdue Boilermakers         | Sun Bowl             | El Paso, Texas            | 48 917   | Rick Neuheisel     |
| Holiday Bowl         | 19–7     | 2010. december 30. | 2010   | Nebrasksa Cornhuskers       | Qualcomm Stadion     | El Paso, Texas            | 57 291   | Steve Sarkisian    |
| Alamo Bowl           | 56–67    | 2011. december 29. | 2011   | Baylor Bears                | Alamodome            | San Antonio, Texas        | 65 256   | Steve Sarkisian    |
| Maaco Bowl Las Vegas | 26–28    | 2012. december 22. | 2012   | Boise State Broncos         | Sam Boyd Stadion     | Las Vegas, Nevada         | 33 217   | Steve Sarkisian    |
| Fight Hunger Bowl    | 31–16    | 2013. december 27. | 2013   | BYU Cougars                 | AT&T Park            | San Francisco, Kalifornia | 34 136   | Marques Tuiasosopo |
| Cactus Bowl          | 22–30    | 2015. január 2.    | 2014   | Oklahoma State Cowboys      | Sun Devil Stadion    | Tempe, Arizona            | 35 409   | Chris Petersen     |
| Heart of Dallas Bowl | 44–31    | 2015. december 26. | 2015   | Southern Miss Golden Eagles | Cotton Bowl          | Dallas, Texas             | 20 229   | Chris Petersen     |
| Peach Bowl           | 7–24     | 2016. december 31. | 2016   | Alabama Crimson Tide        | Georgia Dome         | Atlanta, Georgia          | 75 996   | Chris Petersen     |
| Fiesta Bowl          | 28–35    | 2017. december 30. | 2017   | Penn State Nittany Lions    | State Farm Stadion   | Glendale, Arizona         | 61 842   | Chris Petersen     |
| Rose Bowl            | 23–28    | 2019. január 1.    | 2018   | Ohio State Buckeyes         | Rose Bowl            | Pasadena, Kalifornia      | 91 853   | Chris Petersen     |
| Las Vegas Bowl       | 38–7     | 2019. december 21. | 2019   | Boise State Broncos         | Sam Boyd Stadion     | Whitney, Nevada           | 34 197   | Chris Petersen     |